# Rattenberg (Austria)
Rattenberg è un comune austriaco di 414 abitanti nel distretto di Kufstein, in Tirolo; ha lo status di città (Stadtgemeinde) ed è il comune meno esteso dell'Austria (0,11 km²).
Fondato nel XIII secolo (la prima menzione è del 1254), il borgo è stato costruito all'ombra dell'omonimo castello, per motivi difensivi; tuttavia a causa della sua posizione subisce dei periodi di quasi completa oscurità nella stagione invernale. Rattenberg, rinomata per l'artigianato del vetro, ha dato i natali a santa Notburga di Eben.